# Binaiya
Der Gunung Binaiya ist mit 3027 m der höchste Berg der indonesischen Insel Seram in der Provinz Maluku.
Er ist damit der höchste Berg der Molukken und auch einer der 100 prominentesten der Erde. Er ist vom 1890 km² großen Nationalpark Manusela und dichtem tropischen Regenwald umgeben.